# براندان كيسي
براندان كيسي (بالإنجليزية: Brendan Casey)‏ هو متسابق يخت أسترالي، ولد في 22 فبراير 1977.

## وصلات خارجية
- براندان كيسي على موقع اللجنة الأولمبية الدولية (الإنجليزية)
- براندان كيسي على موقع أوليمبيديا (الإنجليزية)
- براندان كيسي على موقع اللجنة الأولمبية الأسترالية (الإنجليزية)